# Cessales
Cessales (em occitano:  Cessalas) é uma comuna francesa na região administrativa da Occitânia, no departamento do Alto Garona. Estende-se por uma área de 3.34 km², com 161 habitantes, segundo o censo de 2018, com uma densidade de 48 hab/km².